# منحنی (فیلم)
منحنی (انگلیسی: Curve) یک فیلم به کارگردانی ئی‌یین سافتلی است که در سال ۲۰۱۵ منتشر شد. از جمله بازیگران این فیلم می‌توان به تدی سیرس و جولیان هاف اشاره کرد.

## داستان
یک زن وقتی که مسافر بین راهی باعث تصادفش می‌شود در ماشین خود گیر می‌افتد.